# Cercle Brugge
Cercle Brugge Koninklijke Sportvereniging – belgijski klub piłkarski założony 9 kwietnia 1899, z siedzibą w Brugii. Cercle rozgrywa swoje spotkania na Jan Breydel Stadion, który dzieli z lokalnym rywalem, Club Brugge.

## Osiągnięcia
- Mistrzostwo: 1911, 1927, 1930
- Puchar Belgii:
  - Zwycięzca: 1927, 1985
  - Finalista: 1912, 1986, 1996, 2010, 2013
- Superpuchar Belgii:
- Finalista: 1985, 1996

## Europejskie puchary
Legenda do wszystkich tabel:
- Q – runda eliminacyjna, 1/16, 1/8, 1/4, 1/2 – odpowiednia faza rozgrywek, Grupa – runda grupowa, 1r gr – pierwsza runda grupowa, 2r gr – druga runda grupowa, F – finał, R – runda, PO – play-off
- k. – rzuty karne, los. – losowanie, Dogr. – dogrywka, w. – zasada bramek strzelonych na wyjeździe

| Sezon   | Rozgrywki                 | Runda       | Przeciwnik            | Dom     | Wyjazd  | Ogólnie    |
| ------- | ------------------------- | ----------- | --------------------- | ------- | ------- | ---------- |
| 1985/86 | Puchar Zdobywców Pucharów | 1R          | Dynamo Drezno         | 3–2     | 1–2     | 4–4, w.    |
| 1996/97 | Puchar Zdobywców Pucharów | 1R          | SK Brann              | 3–2     | 0–4     | 3–6        |
| 2010/11 | Liga Europy               | 2Q          | Turun Palloseura      | 0–1     | 2–1     | 2–2, w.    |
| 2010/11 | Liga Europy               | 3Q          | Anorthosis Famagusta  | 1–0     | 1–3     | 2–3        |
| 2024/25 | Liga Europy               | 2Q          | Kilmarnock            | 1–0     | 1–1     | 2–1        |
| 2024/25 | Liga Europy               | 3Q          | Molde                 | 1–0     | 0–3     | 1–3        |
| 2024/25 | Liga Konferencji          | PO          | Wisła Kraków          | 1–4     | 6–1     | 7–5        |
| 2024/25 | Liga Konferencji          | Faza ligowa | LASK Linz             | 0–0 (W) | 0–0 (W) | 8. miejsce |
| 2024/25 | Liga Konferencji          | Faza ligowa | İstanbul Başakşehir   | 1–1 (D) | 1–1 (D) | 8. miejsce |
| 2024/25 | Liga Konferencji          | Faza ligowa | Olimpija Lublana      | 4–1 (W) | 4–1 (W) | 8. miejsce |
| 2024/25 | Liga Konferencji          | Faza ligowa | Heart of Midlothian   | 2–0 (D) | 2–0 (D) | 8. miejsce |
| 2024/25 | Liga Konferencji          | Faza ligowa | FC Sankt Gallen       | 6–2 (D) | 6–2 (D) | 8. miejsce |
| 2024/25 | Liga Konferencji          | Faza ligowa | Víkingur Reykjavík    | 1–3 (W) | 1–3 (W) | 8. miejsce |
| 2024/25 | Liga Konferencji          | 1/8         | Jagiellonia Białystok | 2–0     | 0–3     | 2–3        |

## Skład na sezon 2024/2025
| Nr | Poz. | Piłkarz                                               |
| -- | ---- | ----------------------------------------------------- |
| 1  | BR   | Warleson                                              |
| 2  | OB   | Ibrahim Diakité                                       |
| 3  | PO   | Edgaras Utkus                                         |
| 5  | OB   | Boris Popović                                         |
| 6  | PO   | Lawrence Agyekum (wyp. z Red Bull Salzburg)           |
| 7  | NA   | Malamine Efekele (wyp. z AS Monaco)                   |
| 8  | PO   | Erick Nunes Barbosa dos Santos (wyp. z Fluminense FC) |
| 9  | NA   | Kévin Denkey                                          |
| 10 | NA   | Felipe Augusto                                        |
| 11 | PO   | Alan Minda                                            |
| 13 | NA   | Paris Brunner (wyp. z AS Monaco)                      |
| 15 | OB   | Gary Magnée                                           |
| 17 | PO   | Abu Francis                                           |

| Nr | Poz. | Piłkarz                               |
| -- | ---- | ------------------------------------- |
| 18 | OB   | Senna Miangué                         |
| 19 | NA   | Kazeem Olaigbe                        |
| 20 | OB   | Flávio Nazinho                        |
| 21 | BR   | Maxime Delanghe                       |
| 22 | NA   | Alama Bayo                            |
| 27 | PO   | Alonzo Engwanda                       |
| 28 | PO   | Hannes Van der Bruggen                |
| 30 | PO   | Bruninho (wyp. z Red Bull Bragantino) |
| 34 | NA   | Thibo Somers                          |
| 66 | OB   | Christiaan Ravych                     |
| 76 | OB   | Jonas Lietaert                        |
| 84 | BR   | Bas Langenbick                        |
| 99 | NA   | Abdoul Ouattara                       |